# Chiesa di San Pancrazio (Carobbio degli Angeli)
La chiesa di San Pancrazio è il principale luogo di culto cattolico di Carobbio degli Angeli, in provincia e diocesi di Bergamo. Fa parte del vicariato di Trescore Balneario.

## Storia
L'antica chiesa dedicata a san Pancrazio presente sul territorio di Carobbio, forse già nel XIV secolo e ricostruita precedentemente il 1591, fu completamente riedificata nel 1751 in stile neoclassico, e presenta assonanza con le chiese progettate da Giovan Battista Caniana. Nel Novecento la chiesa fu oggetto di lavori di restauro e ampliamento. Nel 1925 fu elevata la torre campanaria, la tribuna dell'altare maggiore fu sostituita nel 1938 e nella seconda metà del XX secolo, fu ridipinta l'aula e la zona presbiteriale nel 1957. Il 1971 vide la sostituzione delle antiche vetrate e nel 1976 il rinnovamento delle parti esterne della chiesa con la pavimentazione del sagrato. Le facciate che avevano avuto lavori di ritinteggiatura nel 1980 furono completamente restaurate nel primi anni del XXI secolo su progetto dell'architetto Roberto Albini.
Con decreto del 27 maggio 1979 del vescovo Giulio Oggioni la chiesa fu inserita nel vicariato foraneo di Trescore Balneario.

## Descrizione

### Esterno
L'edificio di culto preceduto da un ampio sagrato con pavimentazione in lastre di porfido nella parte centrale e a manto erboso nelle parti laterali, presenta una facciata molto imponente divisa su tre ordini e tripartita da lesene e controlesene. Queste, nell'ordine inferiore, sono complete di alto basamento in marmo di Zandobbio e sono coronate da semplici capitelli che reggono la cornice marcapiano. Nell'ordine inferiore vi è il portale con contorno modanato completo di gocciolatoio dove è posto il simbolo vescovile. L'ordine superiore presenta il prosieguo delle lesene che si presentano complete di capitelli corinzi che reggono il terzo ordine di misura inferiore con le sezioni laterali curve che si raccordano con il timpano a tutto sesto. Le parti laterali ospitano due fiaccole in pietra.

### Interno
L'interno è a croce latina con unica navata divisa in tre campate di composizione differente, divise da lesene in stucco lucido a finto marmo complete di basamento in marmo che percorre tutta l'aula, e coronate da capitelli ionici che reggono la trabeazione e il cornicione non praticabile dove s'imposta la volta a botte. Il fonte battesimale è posto nella prima cappella a sinistra chiusa da un'inferriata ferrea. Segue nella seconda campata l'altare dedicato al Cristo Re in marmo nero che ospita nella nicchia la statua di Cristo Redentore e corrispondente a destra l'altare marmoreo con le statue dei santi Antonio abate e Francesco d'Assisi. Segue a sinistra l'ingresso laterale e corrispondente sul lato destro, il pulpito ligneo. La chiesa ospita opere di pregio tra cui la pala d'altare, raffigurante la Vergine col Bambino di Francesco Zucco.
La zona presbiteriale preceduta dall'arco trionfale sopraelevata da due gradini è a pianta rettangolare con angoli smussati e di misura inferiore rispetto all'aula, con le due parti curve terminali della navata che fanno da raccordo con le pareti d'ambito. Il presbiterio termina con il coro absidato con catino e completo di coro ligneo.